# 1770년대
1770년대는 1770년부터 1779년까지를 가리킨다.